# Semidalis enderleini
Semidalis enderleini är en insektsart som beskrevs av Meinander 1972. Semidalis enderleini ingår i släktet Semidalis och familjen vaxsländor. Inga underarter finns listade i Catalogue of Life.